# Standard Bank
Standard Bank Group — южноафриканская финансовая группа, включающая дочерние банки в 20 странах Африки, страховую компанию Liberty и компанию по управлению активами Melville Douglas. Происходит от банка, основанного в 1862 году в Южной Африке и является одной из крупнейших компаний сферы финансовых и банковских услуг на развивающихся рынках.

## История
Standard Bank of British South Africa был основан в 1862 году Джоном Патерсоном в Капской провинции в Южной Африке. Банк играл значительную роль в финансировании добычи алмазов в Кимберли, а с 1885 года — добычи золота в районе Йоханнесбурга. Около половины добываемого в Южной Африке золота проходило через Standard Bank на пути в Лондон. С годами банк значительно расширил своё присутствие вглубь Африки (в 1953 году у банка было 600 отделений) и южноафриканская часть отделений была выделена в дочернюю компанию. В 1969 году материнская компания Standard Bank of British South Africa объединилась с Chartered Bank of India, Australia and China под названием Standard Chartered и постепенно начала ослаблять контроль над южноафриканским дочерним банком, в 1987 году продав последние 35 % его акций

## Собственники и руководство
С 2007 года основным акционером Standard Bank (20,1 % акций) является Industrial and Commercial Bank of China, ещё 32,9 % акций находятся у других зарубежных инвесторов. Акции котируются на фондовых биржах Йоханнесбурга и Намибии.

## Деятельность
Основные подразделения:
- Personal & Business Banking — банковские и другие финансовые услуги частным лицам и малому и среднему бизнесу в ЮАР, других странах Африки и на Нормандских островах; выручка в 2020 году составила 70,1 млрд рэндов, активы 847 млрд рэндов.
- Corporate & Investment Banking — банковские и инвестиционные услуги правительствам, корпорациям и финансовым институтам; выручка составила 40,2 млрд рэндов, активы 1,23 трлн рэндов.
- Liberty — страхование жизни и управление активами; выручка составила 15,1 млрд рээндов, активы 449 млрд рэндов[1].

Сеть банка насчитывает 1124 отделения и 6774 банкомата. Помимо дочерних банков в южной, западной и восточной Африке имеет представительства в Пекине, Дубае, Лондоне, Нью-Йорке и Сан-Паулу, а также в офшорных центрах (Маврикий, острова Мэр и Джерси). Активы на конец 2020 года составили 2,53 трлн южноафриканских рэндов ($166 млрд), из них 1,27 трлн пришлось на выданные кредиты, 650 млрд — на инвестиции; принятые депозиты составили 1,62 трлн. Из 124 млрд выручки в 2020 году 108 млрд принесла банковская деятельность (из них 61 млрд чистый процентный доход), 15 млрд рэндов принесло страхование. Более половины выручки приходится на ЮАР (77 млрд), на другие страны Африки — 44 млрд.
«Банк года на развивающихся рынках» по версии The Banker (Best Emerging Markets Bank 2007)
Штаб-квартира расположена в Йоханнесбурге (ЮАР).
Лучший банк 2015 года в категории «Пограничные финансовые рынки» по версии журнала «Global Finance».

## Standard Bank в России
В России Группа работал с первой половины 90-х годов, привлекая международное финансирование в различные секторы экономики страны. В 1997 году было открыто представительство Standard Bank Plc в Москве. В 2002 году на базе представительства было учреждено ЗАО «Стандарт Банк». Получив в 2003 году лицензию ЦБ РФ, ЗАО «Стандарт Банк» предоставлял российским и международным клиентам Standard Bank Group широкий спектр услуг и продуктов в сфере корпоративного финансирования и инвестиционно-банковской деятельности.
В конце 2007 года ЗАО «Стандарт Банк» получило лицензию ЦБ РФ на работу со вкладами физических лиц.
В начале марта 2009 года стало известно о покупке Standard Bank 33 % акций российской инвестиционной группы «Тройка Диалог» за 200 млн долларов и 100 % акций ЗАО «Стандарт Банк», то есть фактически российское отделение банка стало дочкой инвестиционной группы «Тройка Диалог».
В августе 2010 года российское отделение банка стало называться ЗАО «Банк „Тройка Диалог“». После полной покупки инвестиционной группы «Тройка Диалог» в 2011 году «Сбербанком», в октябре 2013 года ЗАО «Банк „Тройка Диалог“» был продан частным лицам. В декабре 2013 года банк ещё раз сменил название на ЗАО «Тройка-Д Банк» (позже на АО «Тройка-Д Банк») и претерпел смену собственников.
17 апреля 2019 года у АО «Тройка-Д Банк» была отозвана лицензия в связи с отмыванием денег, занижением резервов и другими нарушениями. Превышение обязательств над активами оценено ЦБ РФ в 3,9 млрд рублей.
Дочерние компании:
- The Standard Bank of South Africa Limited (ЮАР)
- Stanbic Bank Botswana Limited (Ботсвана)
- Stanbic Bank Ghana Limited (Гана)
- Stanbic Bank Kenya Limited (Кения)
- Stanbic Bank S.A. (Кот-д’Ивуар)
- Stanbic Bank Tanzania Limited (Танзания)
- Stanbic Bank Zambia Limited (Замбия)
- Stanbic Bank Zimbabwe Limited (Зимбабве)
- Stanbic Bank Uganda Limited (Уганда)
- Stanbic IBTC Bank PLC (Нигерия)
- Standard Bank de Angola S.A. (Ангола)
- Standard Bank Isle of Man Limited (Остров Мэн)
- Standard Bank Jersey Limited (Джерси)
- Standard Bank PLC (Малави)
- Standard Bank (Mauritius) Limited (Маврикий)
- Standard Bank Namibia Limited (Намибия)
- Standard Bank RDC S.A. (Демократическая Республика Конго)
- Standard Bank S.A. (Мозамбик)
- Standard Bank Eswatini Limited (Эсватини)
- Standard Lesotho Bank Limited (Лесото)
- Liberty Group Limited (ЮАР, страховая компания, доля 54 %)
- Melville Douglas Investment Management Proprietary Limited (управление активами)